# Aleksandr Jur'evič Kaleri
Aleksandr Jur'evič Kaleri (in russo: Александр Юрьевич Калери) (Jūrmala, 13 maggio 1956) è un cosmonauta russo.

## Biografia
Nato nell'allora RSS Lettone, ha ricevuto l'onorificenza di Eroe della Federazione Russa.
Si è diplomato all'Istituto di Fisica e Tecnologia di Mosca in fisica meccanica. Dal 1979 ha collaborato allo sviluppo della stazione spaziale sovietica Mir.
È stato selezionato come cosmonauta nel 1984. È stato nella Mir nel 1992 con la missione Sojuz TM-14, nel 1996 con la Sojuz TM-24 e nel 2000 con la Sojuz TM-30 (l'ultima missione con equipaggio nella Mir). È stato anche nella Stazione spaziale internazionale dall'ottobre 2003 all'aprile 2004 con la missione Sojuz TMA-3 come membro dell'equipaggio della Expedition 8 ed è tornato nuovamente sulla Stazione Spaziale dall'ottobre 2010 al marzo 2011 per le missioni Expedition 25 e Expedition 26 a bordo della Sojuz TMA-01M.